# Гринёвка (Липецкая область)
Гринёвка — деревня Жерновского сельского поселения Долгоруковского района Липецкой области.

## География
Деревня Гринёвка находится в центральной части Долгоруковского района, в 10 км к юго-востоку от села Долгоруково и в 1 км на юг от села Жерновное, с которым составляет фактически единый населённый пункт. Располагается на правом берегу реки Снова.

## История
Гринёвка возникла не ранее 2-й половины XIX века. Название получила от фамилии бывших владельцев местных земель Гринёвых.
В начале XX века гринёвцы состояли в приходе Покровской церкви села Жерновное.
В 1932 году в Гринёвке проживало 158 жителей.
До 1920-х годов деревня относилась к Сергиевской волости (центр — Меньшой Колодезь) Елецкого уезда Орловской губернии. С 1928 года Гринёвка в составе Долгоруковского района Елецкого округа Центрально-Чернозёмной области. После разделения ЦЧО в 1934 году деревня в составе Долгоруковского района Воронежской области, с 1935 года — Курской, с 1939 года — Орловской, а с 1954 года вновь образованной Липецкой области.

## Население
| 2010 |
| ---- |
| 44   |

## Транспорт
Гринёвка связана асфальтированной дорогой с районным центром селом Долгоруково. Грунтовыми дорогами связана с деревнями Вороновка и Царёвка, селом Жерновное.